# Мерішань (Добротешть, Телеорман)
Мерішань, Мерішані (рум. Merișani) — село у повіті Телеорман в Румунії. Входить до складу комуни Добротешть.
Село розташоване на відстані 99 км на захід від Бухареста, 48 км на північний захід від Александрії, 84 км на схід від Крайови.

## Населення
За даними перепису населення 2002 року у селі проживали 1412 осіб, усі — румуни. Усі жителі села рідною мовою назвали румунську.